# Иодид осмия(II)
Иодид осмия(II) — неорганическое соединение, 
соль металла осмия и иодистоводородной кислоты с формулой OsI2, 
зелёные кристаллы.

## Получение
- Обработка подкисленных растворов солей осмия (IV) иодидом калия:

{\displaystyle {\mathsf {K_{2}[OsCl_{6}]+4KI\ {\xrightarrow {}}\ OsI_{2}+6KCl+I_{2}\uparrow }}}

## Физические свойства
Иодид осмия(II) образует зелёные кристаллы.